# Thaumantis yantiva
Thaumantis yantiva är en fjärilsart som beskrevs av Hans Fruhstorfer 1911. Thaumantis yantiva ingår i släktet Thaumantis och familjen praktfjärilar. Inga underarter finns listade i Catalogue of Life.